# 塞傑斯塔

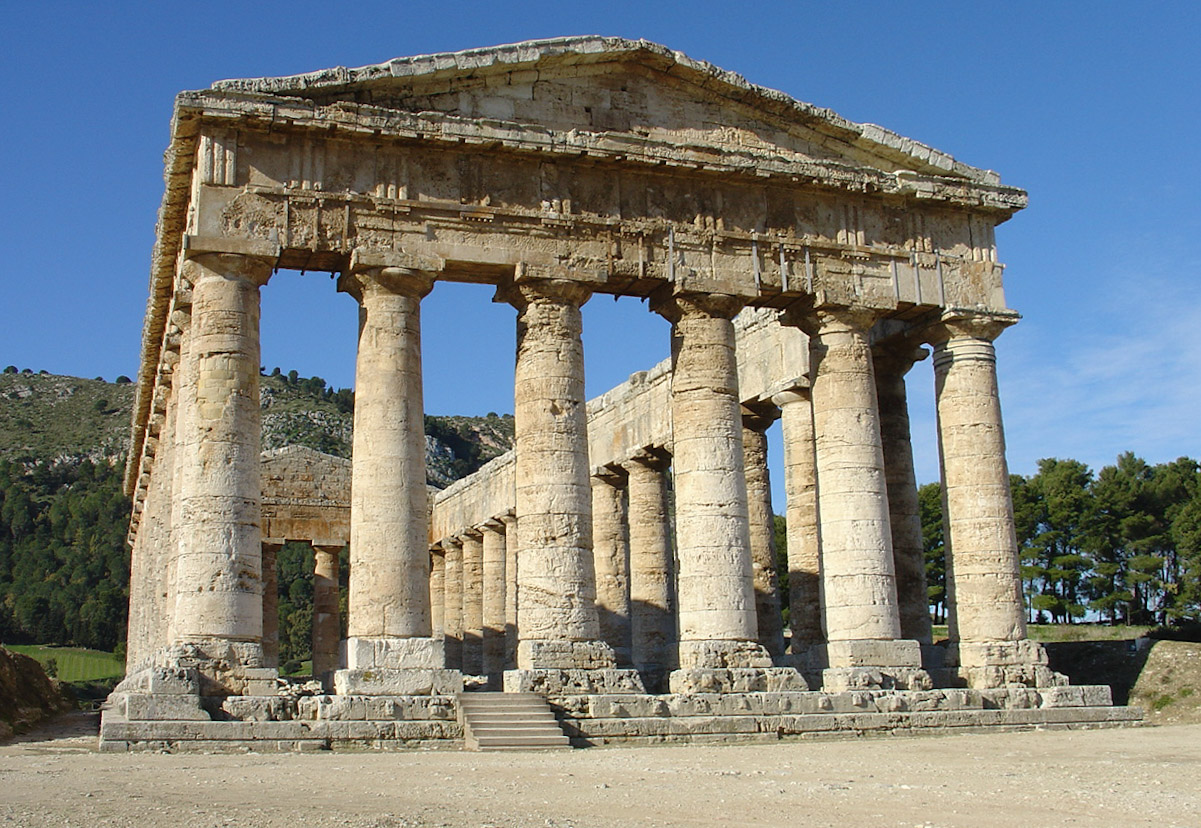
塞傑斯塔

塞傑斯塔（羅馬化：Egesta）是古希臘城市之一，由伊利米人創建，位於義大利西西里島西北部。塞傑斯塔在歷史上長期和塞利農特對立。在西元前580年至576年之間兩者就曾有對立。西元前545年時兩者亦曾有衝突。西元前415年時，塞傑斯塔向希臘的雅典求助，成為雅典遠征西西里的原因。

## 外部連結
- Official website （意大利文）
- Photos of the site
- Segesta （页面存档备份，存于）
- See Palermo's Segesta Page （页面存档备份，存于）
- Panoramic virtual tour inside the Doric temple